# Claveyson
Claveyson é uma comuna francesa na região administrativa de Auvérnia-Ródano-Alpes, no departamento de Drôme. Estende-se por uma área de 16,13 km². Em 2010 a comuna tinha 891 habitantes (densidade: 55,2 hab./km²).